# Maybeshewill
Maybeshewill est un groupe de rock britannique, originaire de Leicester, en Angleterre. Leur musique est caractérisée par l'utilisation d'éléments électroniques à côté de l'instrumentation classique d'un groupe de rock et poussée à l'expérimentation. Certains tendent à les caractériser de groupe math rock. Le groupe se sépare en 2016.

## Biographie
Maybeshewill est le fruit de trois garçons, d'une fille, d'ordinateurs et de leur imagination débordante. Le groupe est composé de James Collins (batterie), John Helps (guitare), Robin Southby (guitare) et Victoria Sztuka (basse). Ils utilisent également très souvent des ordinateurs pour jouer. Maybeshewill s'écrit bien avec un M majuscule et sans espace. C'est bel et bien un seul mot, et non trois. Ils s'appellent ainsi car ils aiment la sonorité du mot et non pas pour le sens que pourrait avoir les éléments constitutifs du nom du groupe. Il n'y a strictement aucun sens à en tirer d'après les membres du groupe. Ils sont souvent comparés à 65daysofstatic ou A Silver Mt. Zion.
Maybeshewill est formé par les guitaristes Robin Southby et John Helps alors qu'ils étudiaient à l'université De Montfort en 2005. Ils enregistrent leur premier album, Japanese Spy Transcript, à leur propre label, Robot Needs Home Records, en 2006 avec Tanya Byrne à la basse, et Lawrie Malen à la batterie. L'EP quatre titres est bien accueilli par la presse et attire l'attention du label local Field Records (Public Relations Exercise) qui publiera The Paris Hilton Sex Tape (repris de l'album) comme single 7" avec Ann Arbor plus tard dans l'année. En août 2006, une version remasterisée de Japanese Spy Transcript est publiée au Japon au label XTAL (Yndi halda et You Slut!). Peu après, le groupe se sépare temporairement.
En mai 2007, John et Robin s'associent avec le batteur James Collins (ex-Fight Fire with Water) et le bassiste Andrew Jackson, sur un album intitulé Not for Want of Trying. L'album est publié le lundi 12 mai 2008 au label Field Records, et est sélectionné par le DJ Huw Stephens de la BBC Radio 1 comme album de la semaine. The Paris Hilton Sex Tape fait aussi la couverture du magazine Rock Sound en juin.
Treize mois plus tard, le 7 juin 2009, le groupe publie son deuxième album, Sing the Word Hope in Four-Part Harmony, chez Field Records, avec Victoria Sztuka remplaçant Andrew Jacksons à la basse. Après la sortie de Sing the Word Hope, le groupe revient en trio composé de James Collins, John Helps et Robin Southby pour une brève période en 2009 avant d'être rejoint par Jamie Ward, ex-membre de Kyte et Tired Irie, pour un troisième album. 
En 2011, le groupe s'associe à Matthew Daly aux claviers live. En mai 2011, le groupe publie I Was Here for a Moment, Then I Was Gone, leur troisième opus. En 2014, le groupe annonce un quatrième album au label allemand Superball Music,. Le titre de l'album, Fair Youth, et sa date de sortie, le 25 août 2014, sont annoncés en juin 2014. Maybeshewill tournera régulièrement en Europe et en Asie aux côtés de groupes comme And You Will Know Us by the Trail of Dead, Lite, Long Distance Calling, Earthtone9, &U&I, And So I Watch You from Afar, et Cats and Cats and Cats. En septembre 2015, le groupe annonce sa séparation après une brève tournée.

## Style musical
Le style musical du groupe est décrit de « rock instrumental avec des éléments électroniques » ; Drowned in Sound décrit ce style comme « ce que serait Mogwai si ce dernier avait trouvé l'amour dans un cinéma. Puis se serait fait taper sur la tête avec un clavier. » Ils ont été le plus souvent comparés à Sigur Rós et 65daysofstatic.

## Membres
- James Collins - batterie
- Matthew Daly - claviers
- John Helps - guitare
- Robin Southby - guitare
- Jamie Ward - basse

## Discographie

### Albums studio
- 2008 : Not For Want of Trying (Field Records UK & EU, XTAL JP)
- 2009 : Sing the Word Hope in Four-Part Harmony (Field Records UK & EU, XTAL JP)
- 2011 : I Was Here for a Moment, Then I Was Gone (Function Records)
- 2014 : Fair Youth (Superball Music)
- 2021 : No Feeling Is Final

### EP et singles
- Ann Arbor / Maybeshewill Split (Field Records) (juillet 2006)
- Japanese Spy Transcript (XTAL) (août 2006)
- Seraphim & Cherubim / Heartflusters (Robot Needs Home) (septembre 2007)
- Anti-Semantics: The Remixes Vol. 1 (Robot Needs Home) (mai 2008)
- Amateur Grammatics: The Remixes Vol. 2  (Robot Needs Home) (octobre 2008)
- Maybeshewill / Her Name is Calla Split (Field Records) (novembre 2008)